# عبد السلام قادربوه
عبد السلام إبراهيم عبد السلام قادربوه (1936بنغازي-1988بنغازي) شاعر واديب ومُعلم وصحفى وباحث في التراث الشعبى الليبي، وهو من أهم وابرز الشعراء الليبيين الذين كتبوا الشعر بالعامية والفصحى، وكان من اوائل من كتب قصيدة التفعيلة في ليبيا.

## السيرة الذاتية
ولد الشاعر والأديب عبد السلام قادربوه عام 1936 بمدينة بنغازي، تلقى مراحل تعليمه الأولى في مدارسها، وشغف منذ نعومة أظفاره باللغة العربية فأخذت بلبه صورها الجمالية ومترادفاتها الثرية، سنة 1953 بدأ حياته مدرسًا بمدرسة الأمير الشهيرة ببنغازي، أحب اللغة العربية فأخذته إلى بحور أشعارها، فنظم في مطلع حياته القصيدة الفصحى بنوعيها العمودي والح، غير أن الأغنية الليبية هي التي أخذته، جدد كلماتها وخرج بها من اللهجة القديمة إلى كلمات ليبية متداولة، فكان التطور الواضح في مفردات الأغنية.
عمل في مجال الإعلام كاتبا وصحفيا، ومعدا إذاعيا، وقدم العديد من البرامج التي تهتم بالأدب والشعر الشعبي. موهبته وإمكانياته اللغوية جعلت تواجده باللجان الفنية والثقافية وكل ما له صلة بالتراث الشعبي أمرا أساسيا، شارك في الكثير من المهرجانات والمؤتمرات والندوات المتعلقة بنشاطها الثقافي، توفي بتاريخ 7 يوليو 1988 ودفن بمدينة بنغازي.

## مؤلفاته
- كتاب نصوص من الأمثال الشعبية.
- كتاب مقاعد أصحاب الصوب.
- كتاب نصوص من الالغاز الشعبية.
- كتاب أغنيات من بلادي وهو دراسات في الاغنية الشعبية.
- طيرين في عش الوفاء (قصيدة غنائية).
- كيف نوصفك للناس وأنت غالي (قصيدة غنائية).
- يجري جرى دمعي على (قصيدة غنائية).
- ماضي كان في عمري خطا (قصيدة غنائية).